# Четфалва
Четфалва (укр. Четфалва, венг. Csetfalva) — село в Береговской городской общине Береговского района Закарпатской области Украины. Расстояние до Берегово составляет около 20 км по автодороге E58. Вблизи села протекает река Тиса, по которой проходит граница с Венгрией. В советские годы село называлось Четово.

## История
В 1995 г. селу возвращено историческое название
Впервые село упоминается в 1341 году.
Население по переписи 2001 года составляло 755 человек. Почтовый индекс — 90262. Телефонный код — 03141. Занимает площадь 1,26 км². Код КОАТУУ — 2120489201.

## Достопримечательности
- Католический храм Святого Духа 1998—2001 гг.
- Готический реформаторский храм XV в. с деревянной колокольней XVIII в.